# HMS Warrior (1860)
A HMS Warrior a Brit Királyi Haditengerészet elsőosztályú sorhajója volt. 1859-ben kezdték építeni, alig 19 hónap múlva vízrebocsátották és hét hónappal később szolgálatba állt. A Warrior korának legerősebb hadihajója lett, addig sosem látott méretekkel, tűzerővel és páncélvédelemmel. Sebessége is messze meghaladta a kor egyéb hadihajóinak sebességét.

## Előzmények
A Warrior építését megelőzően a hadihajókat kizárólag fából készítették és vitorlás, vagy vitorlás és gőzgépes kombinált üzemmódúak voltak. A fa-hadihajók a tüzérségi robbanó lövedékek elterjedésével váltak korszerűtlenné, ugyanis a tűzerő, védelem és mozgékonyság hármas egységének követelményei fahajók esetén így már nem tarthatók. A kor elterjedt ágyútípusa az elöltöltős, huzagolatlan csövű, 32 fontos ágyú, aminek tömege 2300 kg volt. Az ágyúk méreteit a tömeg és a hátrasikláskor fellépő hatalmas erők miatt nem lehetett tovább növelni, ezért a tűzerőt azzal fokozták, hogy az oldalsortűz alkalmával gyakorlatilag minden rendelkezésre álló tüzérségi eszközzel egyetlen célra lőttek és igyekeztek egy időpillanatban elsütni valamennyit. A kor hadihajói 100-130 ágyút hordoztak három fedélzeten, oldalsortűz esetén percenként 800 kg körüli tömegű lövedékkel pusztíthatták a célt.
A gőzgépek elterjedésével a francia haditengerészet – III. Napóleon alatt – a Brit Birodalom friss vetélytársává lépett elő a tengereken. A franciák, mivel a nyomasztó brit mennyiségi fölényt megfelelő anyagi erőforrások és ipari kapacitás hiányában ellensúlyozni nem tudták, ezért a minőségre helyezték a hangsúlyt. 1850-ben megépítették a Napóleon nevű gőzgépes hadihajót, ami fegyverkezési versenyt indított el. 1858-ra Nagy Britannia és Franciaország összesen 32 darab gőzgépes, csavarhajtású hadihajóval rendelkezett. A fából készített hadihajókban azonban a gőzgép és a szén többlettömege már a korábban szokásos oldalsortüzet sem tette lehetővé, mivel a túlterhelt faszerkezet könnyen megroppanhatott volna. Előfordult olyan, hogy a hagyományos oldalsortüzet alkalmazó gőzgépes fa-hadihajónak rögtön szárazdokkba kellett vonulni, mert fedélzeti gerendáinak és oldalbordáinak nagy része eltört vagy meghasadt. Az oldalsortűz hullámzóvá vált, a hajóorrnál kezdték a tüzelést, és az végighaladt a tatig. Ez viszont csökkentette a tüzérség hatékonyságát.
Ekkor megint a franciák léptek először, Dupey de Lôme vaslemezekkel páncélozott hajóval, a Gloire-ral állt elő. Ezt 1858 márciusában kezdték építeni, és áprilisban Angliában szinte pánikhangulatot váltott ki. Az Admiralitás június 28-i jelentése szerint: „Franciaország megkezdte a nagy sebességű fregattok építését, melyek oldalát vastag fémlemezek védik, és ez parancsolóan szükségessé teszi, hogy országunk késedelem nélkül ugyanígy járjon el.” Eleinte csak a francia hajó lemásolását tervezték, de Sir John Packington, a haditengerészet vezérkari főnöke Isaac Watts terveire támaszkodva elfogadtatta a parlamenttel egy teljesen újszerű hajó építésének programját: ez volt a Warrior.
A terv célja, hogy a létező legnagyobb, leggyorsabb, legerősebb és legjobban páncélozott hajója legyen. Versenytárgyalást írtak ki 1859. április 29-re, amit a Thames Iron Works of Blackwall cég nyert el.

## Tervezés
A tervezéskor nem szakadtak el teljesen a korábbi hagyományoktól. A hajótestet elvben stabil ágyútalapzatnak tervezték, az ágyúk az oldalsortűz követelményei szerint a hajó oldalán kaptak helyet. A meghajtást alapvetően a vitorlázatra bízták, az árbócrend és a vitorlák hagyományos elrendezésűek (orrárbóc, orrsudár, főárbóc, tatárbóc).
A gőzmeghajtás elemeit a vitorlázatos közlekedés miatt különös megoldásokkal egészítették ki, például a kémény összecsukható lett, hogy a főárbóc keresztvitorlájának helyet adhasson. A propellert a meghajtótengelyről le lehetett szerelni, hogy vitorlás üzemmódban ne növelje a közegellenállást, a taton külön emelőcsigával emelték ki a vízből. Az emelőcsiga kezeléséhez a 705 fős teljes legénységből több mint hatszáz kellett.
Újdonságai azonban hagyományt teremtettek. Ezek között említhetők a szerkezeti szilárdságot is növelő vízzáró rekeszfalak, a hajófeneket két önálló rétegből képezték ki, hogy megfeneklés esetén se károsodjon a szerkezet, a hajógerinc, a bordák és a fedélzeti gerendák kovácsoltvasból készültek, sőt a teljes héjazat is.
A hajó középső része egy óriási, téglatest alakú, 70×17 méteres vasdoboz. Ezt erődnek nevezték. Az erőd oldalfala 115 mm-es, első és hátsó vége 100 mm-es vaslemezekből állt és 460 mm vastag tikfaburkolaton keresztül erősítették a hajótest 25 mm-es vaslemezeire. Ez a megoldás az ágyúfedélzeten tartózkodó tüzéreket is védte. Az erőd teljesen független egységként került kialakításra, a tat és az orr teljes lerombolása esetén sem süllyedt volna el a hajó. Itt, illetve alatta kapott helyet a teljes gépészet.
A gőzgépet a greenwichi John Penn and Son cég gyártotta. Vízszintes elrendezésű, 2850 mm furatú és 1220 mm löketű két darab hengerében körülbelül 8 km/h sebességgel mozgott a dugattyú. Az erőátviteli tengely 55/min maximális fordulatú, névleges teljesítménye 920 kW (1250 LE). A két darab kazán 38 tonna vizet tartalmazott, maximális nyomásuk 1,5 bar. Széntároló képessége 850 tonna.
Fegyverzetében kevés nagy löveget és sok kisebbet alkalmaztak. A 68 fontos (~31 kg-os lövedék) ágyúk messze meghaladták a korban alkalmazott más tengerészeti lövegeket, egy ilyen 5 tonna feletti tömegű, elméleti lőtávolsága 5 km, alkalmazott lőtávja általában 1000 méter. Ebből az ágyúból hagyományos hadihajó legfeljebb 1 darabot alkalmazhatott, a Warrioron 26-ot telepítettek. A legfrissebb technikai újdonságként huzagolt hátultöltős lövegeket is beépítettek, amelynek 100 fontos (45 kg-os) lövedékei 8 km-re is repülhettek.
A hajó költségei a hagyományos három ágyúfedélzetes fahajókhoz képest kétszeresek voltak. Az előbbiek ~176 000 font sterlingbe, a Warrior 379 154 font sterlingbe került.

## Szolgálatban

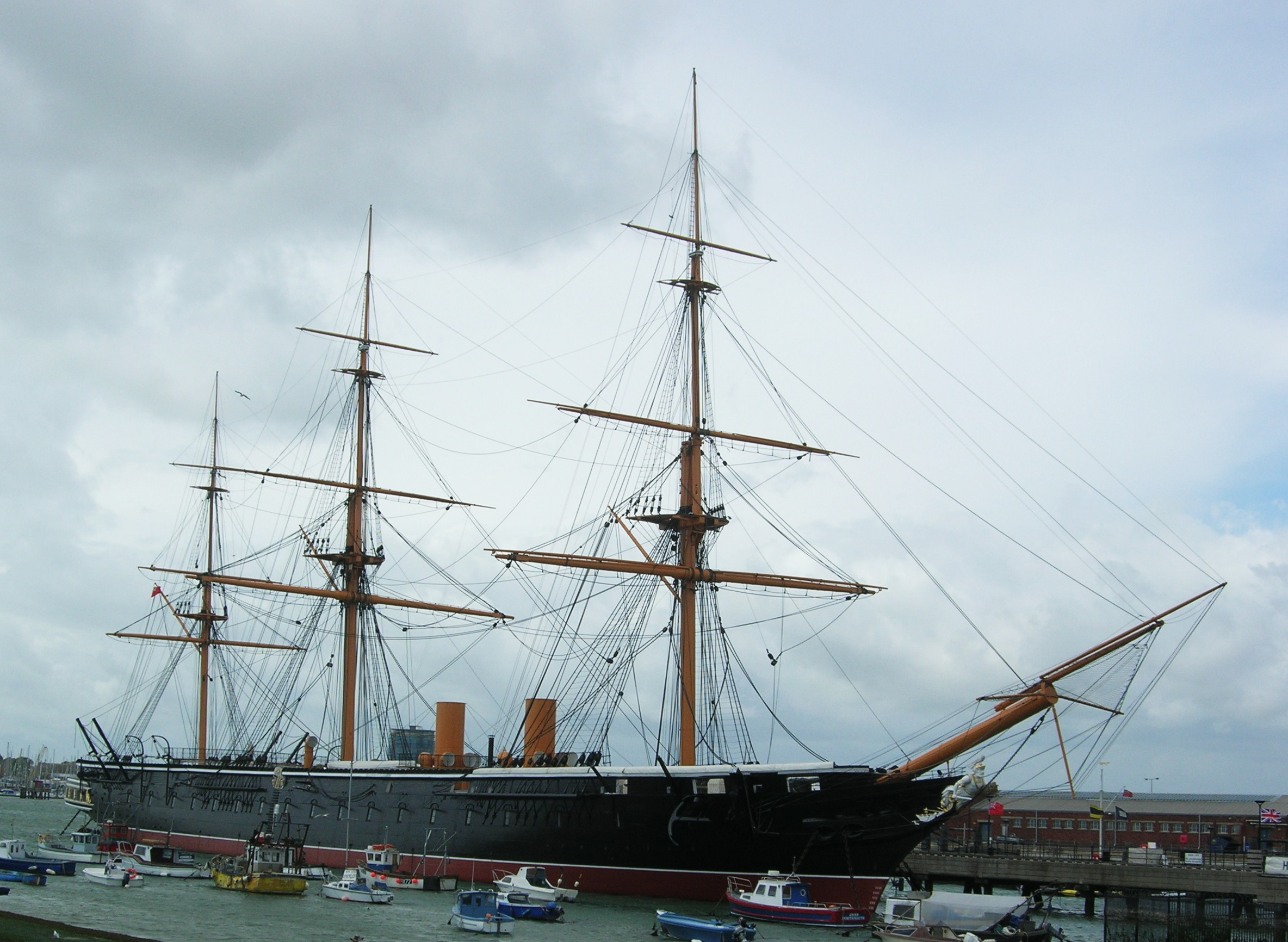
A Warrior mai helyén, Portsmouth kikötőjében

A hajó fegyverzete és páncélzata hatásos elrettentésnek bizonyult. A Warrior 1871-ig egyetlen csatában sem vett részt, mert minden potenciális ellenfele messzire elkerülte. A brit haditengerészetnek mégis magyarázkodni kellett a tűzerőt illetően, mivel kritikák érték, hogy a 130 ágyús ellenfelek percenként 1600 font kilövésére képesek, a Warrior viszont csak 1480 fontra. A közvéleménynek közleményekben magyarázták el, hogy a 68 fontos löveg egyetlen lövése öt 32 fontossal ér fel pusztító erejét tekintve, tehát az effektív hatás 3500 fontra tehető.
A Warrior első őrhelyét a La Manche-csatorna vizén foglalta el, és ennek hatására III. Napóleon feladta haditengerészeti terveit, a szárazföld felé fordult.

## Hatása
A Warrior nemcsak a francia haditengerészeti elképzeléseket törte derékba, hanem elkészültével azonnal elavulttá tette a teljes angol flottát is. Rögtön láthatóvá vált, hogy a britek keservesen felépített, hatalmas méretű fahadihajó-flottája rövid időn belül cserére szorul. Problémát jelentett, hogy kereskedelmi hajókat építő magáncég építette, hiszen a technológia ismertté vált, és bármely más ország megrendelésére is készülhettek volna ehhez hasonló hajók. Ez is erősítette, hogy a korábbi állományt feltétlenül le kell cserélni, az egész királyi flottát vasba kell öltöztetni.
A Warrior példájára, sőt forradalmi újításait továbbfejlesztve más tengeri hatalmak is vaspáncélos hajókat kezdtek építeni, egyre nagyobb ágyúkkal ellátva azokat. Ezért vált a hajó igen gyorsan elavulttá. A hajó forradalmasította a hadihajó-építést és -alkalmazást, de éppen az általa okozott sokk miatt beinduló fegyverkezési versenyben igen hamar alulmaradt.

## További sorsa
1871-ben másodosztályúvá minősítették át és tartalékállományba helyezték. 1900 körül ócskavasként akarták eladni, de senkinek sem kellett, ezért 1904-ben a portsmouthi Vernon Torpedóiskola állományába került, ahol Vernon-III lett a neve. Az első világháború után újra értékesíteni próbálták ócskavasként, majd 1924-ben úszó mólóvá alakították a dél-walesi Pembroke-dokk fűtőolajraktárában, új neve Oil Fuel Hulk C77. Árbócait, hajógépeit és egyéb felszereléseit eltávolították, fedélzetére 15 cm-es betonréteget terítettek. 1979-ben a csupasz hajótest felújítása Hertlepool kikötőjében kezdődött meg. 1987 június 12-én indult el Portsmouth felé, ahol július 27-e óta múzeumként funkcionál.
Érdekesség, hogy az 1860-ban épített hajótestben, ami 1924-től egy helyben vesztegelt, a felújítás megkezdésekor, 1978-ban egyetlen csepp vizet sem találtak, szerkezetileg tökéletesen ép maradt.